# Тсіжйор-Нуві
Тсіжйор-Нуві (фр. Glacier de Tsijiore Nouve) — льодовик завдовжки 4 км (станом на 2005 р.), лежить у Бернських Альпах у кантоні Вале (Швейцарія). У 1973 році мав площу 3,2 км².